# Rostislav Pavelka
Rostislav Pavelka (* 7. října 1976) je bývalý český fotbalový záložník. Na vrcholové úrovni se věnoval též futsalu.

## Hráčská kariéra
Byl v brněnském širším kádru v sezoně 1995/96, v nejvyšší soutěži však nenastoupil. Hrál také za SK Šlapanice, FC Zeman Brno, SK Dolní Kounice, FC Slovan Rosice a FC Sparta Brno. Působil také v Rakousku.

### Evropské poháry
V sobotu 15. července 1995 nastoupil za Boby Brno v utkání Poháru Intertoto na hřišti rumunského klubu Ceahlăul Piatra Neamț (prohra 0:2).

## Ligová bilance
| Ročník                  | Zápasy | Góly | Minuty | Klub                     |
| ----------------------- | ------ | ---- | ------ | ------------------------ |
| MSFL 1995/96            | –      | 0    | –      | FC Boby Brno „B“         |
| MSFL 1997/98            | –      | 0    | –      | FC Boby Brno „B“         |
| MSFL 1998/99            | –      | 2    | –      | FC Zeman Brno            |
| MSFL 1999/00            | –      | 0    | –      | FC Roubina Dolní Kounice |
| CELKEM III. LIGA – MSFL | –      | 2    | –      |                          |

## Futsal
Na vrcholové úrovni se věnoval též futsalu v brněnských klubech Helas a Kormidlo. Za Helas nastoupil během 1 ročníku v 6 utkáních nejvyšší futsalové soutěže, aniž by skóroval. Ve druhé futsalové lize zasáhl za Kormidlo do 2 sezon, v nichž odehrál 22 zápasy a vstřelil 11 branek.